# فامیلی کامپیوتر دیسک سیستم
فامیلی کامپیوتر دیسک سیستم (به انگلیسی: Family Computer Disk System) و (به ژاپنی: ファミリーコンピュータ ディスクシステム Famirī Konpyūta Disuku Shisutemu)، نام یک کنسول بازی ویدئویی از نسل سوم است که با نام‌های مختلفی شناخته می‌شود، اما معمولاً به اختصار به نام FDS از آن یاد می‌شود. این سامانه بازی ویدئویی برای نخستین بار توسط شرکت نینتندو و در ۲۱ فوریه ۱۹۸۶ عرضه شد. این کنسول برای فراهم‌آوری محیطی خانوادگی برای استفاده از رایانه و سرگرمی ارائه گشت. این سامانه از فلاپی‌دیسک به عنوان مدیای اصلی استفاده نمود. این کنسول در بازه زمانی ۱۹۸۶ تا ۲۰۰۳، ۴٫۵ میلیون دستگاه به فروش رساند.

## بازی‌ها
- Baseball
- Golf
- Mahjong
- برادران سوپر ماریو
- Tennis
- افسانه زلدا